# Ixia tenuifolia
Ixia tenuifolia är en irisväxtart som beskrevs av Vahl. Ixia tenuifolia ingår i släktet Ixia och familjen irisväxter. Inga underarter finns listade i Catalogue of Life.